# Valentim Fernandes
Pour les articles homonymes, voir Fernandes.

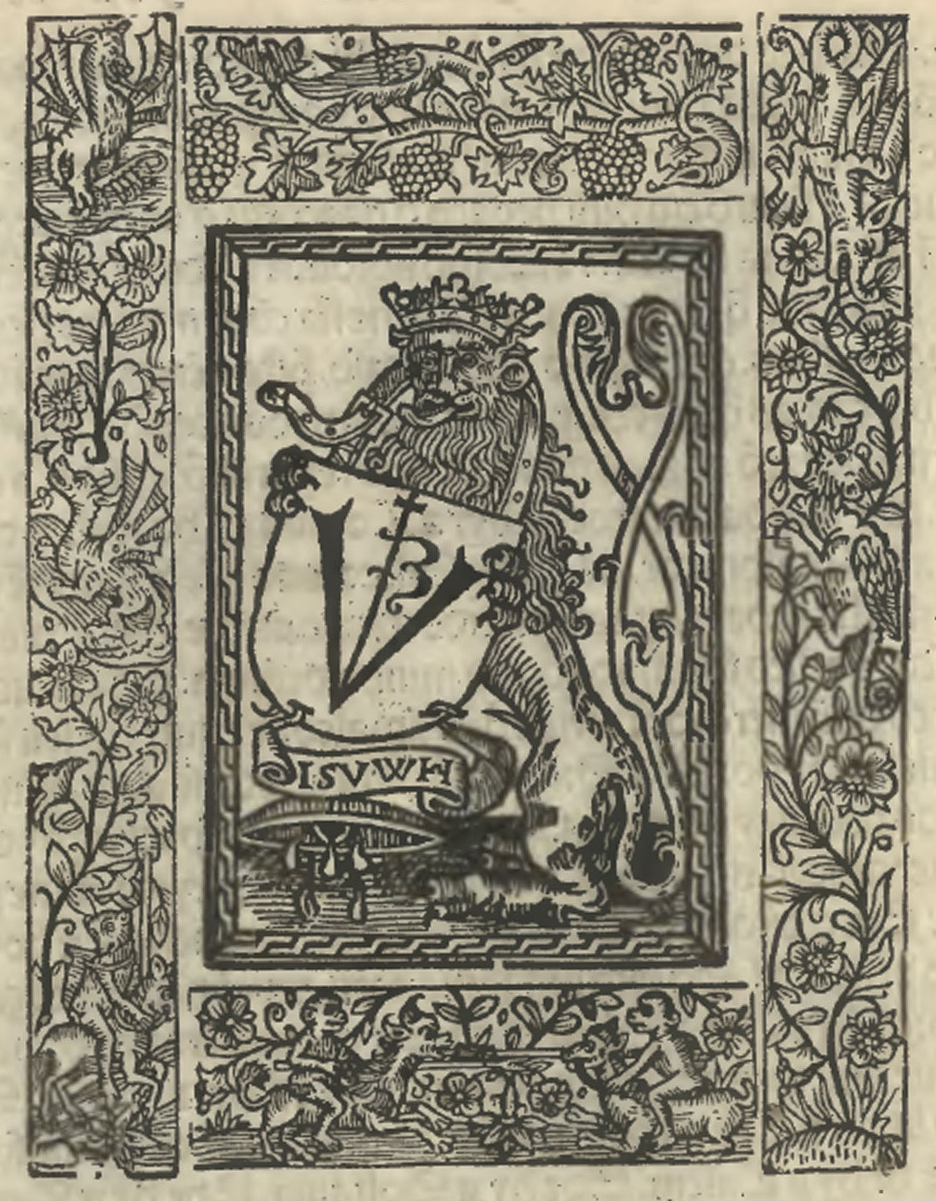
Marque d'imprimeur de Valentim Fernandes

Valentim Fernandes dit Valentim Fernandes l'Allemand ou Valentim Fernandes de Moravie, parfois francisé en Valentin Ferdinand (mort en 1518 ou 1519 à Lisbonne) est un imprimeur et traducteur allemand, originaire de Moravie, qui s'est installé à Lisbonne en 1495 et y est demeuré pendant 23 ans. 

## Biographie
Valentim Fernandes traduisit et édita plusieurs auteurs classiques, entre autres Marco Polo. Il fut le correspondant de plusieurs intellectuels et artistes, comme Albrecht Dürer, Hieronymus Münzer et Mathias Ringmann (imprimeur et traducteur comme lui-même); ceux-ci, surtout pour ce dernier qui était aussi un géographe, fit parvenir en Allemagne (Saint-Empire romain germanique) les nouvelles des grandes découvertes portugaises.